# 烏鼠：機密檔案
《烏鼠：機密檔案》是1993年上映的一部香港電影，由鄧衍成執導，鄭則仕、任達華、關詠荷、黃錦燊、李修賢主演。
根據《電影檢查條例》，本片因有正面描寫包括私刑在內的有極度的血腥暴力和驚嚇鏡頭，被評定為第三級影片。

## 劇情
阿祥（鄭則仕 飾）是一家石油氣店的老闆，他為人和善，樂觀寬厚，擁有美麗的妻子和可愛的女兒，生活美滿幸福。
某天他結婚周年回家當日，卻撞見他的妻子和另一男子鬼混。阿祥雖然憤怒非常，卻因性格關係自吞苦果。阿祥到蘭桂坊的酒吧借酒澆愁，跟不良少女Fanny（關詠荷 飾）訴苦，結果糊塗地通過她聘請越南幫的殺手殺掉那對姦夫淫婦。次日阿祥酒醒回家，卻忘記雇用殺手之事，於是眼睜睜地看著妻子和姦夫被人砍死。阿祥的噩夢尚未就此結束，被越南幫勒索支付八十萬的高額酬金，因阿祥支付不起，越南幫便火燒他的石油氣店。
店舖被摧毁後，阿祥逃到中國大陸廣東梅州避難，遇上同鄉的阿華（霍瑞華 飾），阿華決定幫阿祥出頭，卻失手被擒，被越南幫放血私刑。此時阿華的哥哥阿峰（任達華 飾）及時拯救阿華和阿祥，並槍殺害越南幫等人，但阿華因失血過多而身亡，阿峰因他的弟弟之死而歸咎阿祥。
阿峰為了報復，先殺害兩個便衣警員並挾持阿祥的母親和他的女兒，儘管文Sir（李修賢 飾）早下令下屬保護阿祥的家人安全，也是來不及。警方號召飛虎隊成員重重包圍阿祥母親的家全座大樓營救，文Sir嘗試與阿峰談判，阿峰要求阿祥行到他那裏和要求一部汽車逃離，但文Sir拒絕談判失敗，阿峰氣憤地踢下阿祥的母親落樓，阿祥的母親即場跌死，迫使阿祥行到阿峰面前。阿峰為了逃離，利用被鋪把自己和阿祥與阿祥女兒覆蓋，在飛虎隊重兵警力之下登上私家車乘車離開，並由躲在附近大樓天台的唐文浩（黃錦燊 飾），利用狙擊槍射擊引爆路上的油罐阻擋警方追截而成功逃脫，阿峰把阿祥和阿祥女兒帶到一個不知名的貨倉中。
阿峰報復他的弟弟之死的仇，決定向阿祥作出殘酷地報復，先用繩索捆綁阿祥，在他眼前對他的女兒作出火刑，活活把阿祥的女兒用火燒死。阿祥一下子失去事業，妻子，母親和女兒的而喪失理智，決意與阿峰決一死戰……

## 演員表

### 主要角色
| 演員   | 角色   | 粵語配音 | 備註 |
| 鄭則仕 | 吳究祥 | 鄭則仕   | 肥祥 祥記石油氣店之老闆 程峰之天敵 Fanny之好友兼知己 Pinky之父親 程華之好友兼同鄉 間接害死他的妻子，母親，女兒Pinky和程華 最後成功殺害程峰卻精神失常                                            |
| 任達華 | 程峰   | 朱子聰   | 阿峰 職業殺手 大圈幫成員 前中國人民解放軍軍人偵察兵，曾參與中越戰爭戰役 疑患有嚴重的思覺失調 吳究祥之天敵 程華之兄 殺害越南幫成員，唐文浩和吳究祥的母親及女兒Pinky 最後被吳究祥利用石油氣罐炸死 |
| 關詠荷 | Fanny  | 關詠荷   | 不良少女 吳究祥之好友兼知己 Kimmy之好友 為吳究祥轉介越南幫殺手 |
| 黃錦燊 | 唐文浩 | 高翰文   | 山豹 職業殺手 大圈幫首領 前中國人民解放軍軍人，曾參與中越戰爭戰役 受雇計謀在香港行刺地產富豪潘山華，因程峰一意孤行處理自己的私人恩怨而耽誤計劃 與程峰不和，後被其殺害                           |
| 李修賢 | 文Sir  | 陳欣     | 皇家香港警察重案組警司 監察越南幫和大圈幫在香港的犯罪行動 同情吳究祥的遭遇 |

### 其他演員
| 演員   | 角色   | 粵語配音 | 備註 |
| 李莉莉 |        |          | 吳究祥之妻子 Pinky之母親 背着吳究祥與另一男子鬼混 後被越南幫殺手殺害                                                   |
| 黎宣   |        | 龍寶鈿   | 吳究祥之母親 Pinky之嫲嫲 被程峰踢下墮樓身亡                                                                            |
| 左詩蓓 | Pinky  |          | 吳究祥之女兒 後被程峰作出火刑活活被燒死                                                                                |
| 吳啟明 | Kimmy  | 高翰文   | Fanny之好友 為吳究祥安排越南幫殺手之中間人 因錢銀瓜葛而被越南幫痛打一頓                                                |
| 霍瑞華 | 程華   | 張炳強   | 阿華 大圈幫成員 前中國人民解放軍軍人，曾參與中越戰爭戰役 程峰之弟 吳究祥之好友兼同鄉 後被越南幫私刑而失血過多身亡      |
| 王龍威 |        |          | 越南幫首領 勒索吳究祥八十萬港元不果，下令手足在他的店舖縱火 禁錮程華，吳究祥和Fanny，並對程華作出放血私刑 後被程峰殺害 |
| 藍靖   |        |          | 越南幫成員 後被程峰殺害                                                                                                |
| 曾健明 |        | 高翰文   | 皇家香港警察重案組警員 暗地裏跟蹤吳究祥，追查他的妻子被殺案件                                                          |
| 鄧景輝 | 鄧景輝 | 陳欣     | 新聞報道員 報道吳究祥的石油氣店被縱火的新聞                                                                            |

## 軼事
與改編自日本科樂美開發的同名恐怖遊戲，在2006年上映的好萊塢電影鬼魅山房，劇情中同樣有火刑火燒小女孩的殘酷劇情。

## 外部連結
- 香港影庫上《烏鼠：機密檔案》的資料（繁體中文）
- 时光网上《烏鼠：機密檔案》的資料（简体中文）
- 豆瓣电影上《烏鼠：機密檔案》的資料 （简体中文）
- AllMovie上《烏鼠：機密檔案》的资料（英文）
- 爛番茄上《烏鼠：機密檔案》的資料（英文）
- 互联网电影数据库（IMDb）上《烏鼠：機密檔案》的资料（英文）